# Ahai
Ahai (Seleucia al Tigri, ... – 415) è stato un arcivescovo siro, metropolita di Seleucia-Ctesifonte e catholicos della Chiesa d'Oriente dal 410/411 al 415.
La sua biografia è scarna. Informazioni sulla sua vita sono riportate da Barebreo nel suo Chronicon ecclesiasticum, e dagli storici nestoriani Mari, ʿAmr e Sliba.
Fondatore di un celebre monastero e arcivescovo di Seleucia-Ctesifonte, fu inviato da Yazdgard I presso il figlio di Shapur III per dirimere una controversia sorta fra i due. Secondo Elia di Nisibi, Ahai avrebbe governato la Chiesa assira per quattro anni e cinque mesi, dalla fine del 410 (o gli inizi del 411) agli inizi del 415, succedendo a Mar Isacco.
Scrisse gli Atti dei martiri della persecuzione di Sapore II, e la vita del suo maestro, Abda.
Alla sua morte venne eletto come nuovo catholicos Yab-Alaha I.